# Ulrich Hübner

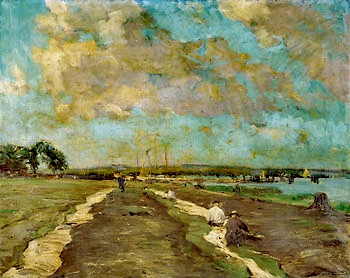
Netzflicker bei Travemünde, 1905

Ulrich Hübner (n. 17 iunie 1872, Berlin - d. 29 aprilie 1932, Neubabelsberg) a fost un pictor german.

## Biografie
El s-a născut într-o familie de artiști, și-a terminat pregătirea academică în 1892 în Karlsruhe împreună cu Robert Poetzelberger, Gustav Schönleber și Carlos Grethe. Apoi, a studiat la școala privată de arte Munich Friedrich Fehr. În 1899, a fost membru al Secesiunii din Berlin, iar în 1906 și 1907 a fost la bordul unui vas.
În 1899, el a câștigat premiul pentru desenarea unor reclame pentru reclamele cooperatiste de către Ludwig și Otto Stollwerck Henkell. 
A pictat în Berlin, Havel, iar verile în Hamburg, Lübeck, Rostock și Travemünde (unde și-a avut rezidența principală din 1909 până în 1912), și în particular, multe scene portuare. 
El a expus la Kunstverein în Hamburg în 1910. Câteva dintre lucrările sale se află la Muzeul Behnhaus, din Lübeck, și la Los Angeles County Museum of Art. 

## Premii
- 1905 Premiul Villa Romana